# Dezider Hoffman
Dezider Hoffman častěji nazývaný Dežo Hoffman nebo Dezo Hoffman (24. května 1912 Banská Štiavnica – 26. března 1986 Londýn) byl slovenský fotograf, fotožurnalista a kameraman.

Mezinárodně uznávaným se stal díky snímkům osobností jako například Charlie Chaplin, Marilyn Monroe, Marlon Brando, Jerry Lee Lewis, Elton John, Bob Marley, Cliff Richard, Sophia Loren, Frank Sinatra, Tom Jones, Duke Ellington, Oscar Peterson, Louis Armstrong, Jimi Hendrix či skupin Animals, Cream, Yardbirds, Rolling Stones a především Beatles.

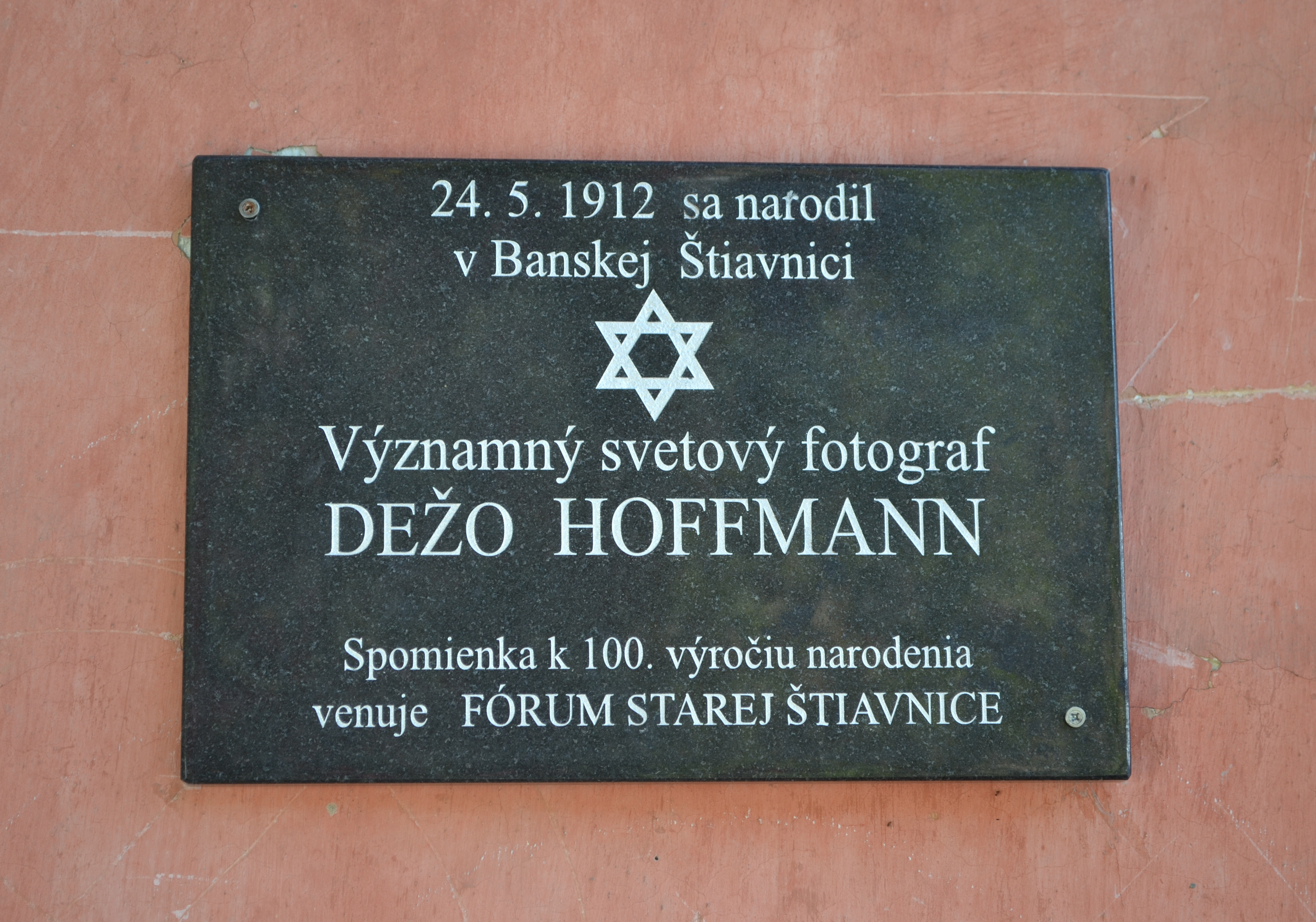
Pamětní tabule na rodném domě Dezidera Hoffmana v Banské Štiavnici

## Životopis
Dezider Hoffman se narodil 24. května 1912 v Banské Štiavnici, krátce po smrti otce se s matkou přestěhovali do Žiliny, kde absolvoval základní školu a začal studovat střední školu, kterou přerušil, když narukoval na základní vojenskou službu do Piešťan. Do Žiliny se vrátil v roce 1930, kde se vyučil typografem a následně odešel do Prahy, kde pracoval v divadle jako prodavač lístků a studoval žurnalistiku, o 2 roky později se stal členem štábu kameramana Otty Hellera ve filmových ateliérech AB Studio na Barrandově. V roce 1934 opustil Československo a absolvoval stáž v pařížské pobočce americké společnosti 20th Century Fox, následující rok odešel jako válečný kameraman do Etiopie natáčet invazi Mussoliniho. Před vypuknutím španělské občanské války (1936) natáčel v Barceloně Olimpiada Popular, po jejím vypuknutí se stal členem interbrigadistického novinářského sdružení, oženil se se Španělkou, která však o pár týdnů tragicky umřela na frontě, její jméno však zůstalo tajemstvím. Dežo byl jako frontový kameraman třikrát raněn, přičemž třetí zranění, které se událo v roce 1939 bylo vážné a Dežo na čas ztratil paměť, byl převezen do internačního tábora v St. Cyprien na francouzských Pyrenejích. Následující rok utekl do Anglie, kde se hned po válce natrvalo usadil, vstoupil do jednotek Československé armády, později přešel ke Královskému letectvu. Před koncem 2. světové války se oženil s Angličankou Lilly, se kterou měl 2 děti, dceru Dolores a syna Davida, v Leicesteru si otevřel vlastní nahrávací a fotografické studio, na žádost Josipa Broza Tita natočil první dokumentární film o Jugoslávii. V roce 1949 se přestěhoval do Londýna, od počátku padesátých let příležitostně fotografoval pro tisk, v roce 1955 se stal reportérem hudebního týdeníku Record Mirror a otevřel si fotoateliér. Koncem padesátých let začal spolupracovat s mezinárodními periodiky Billboard a Cashbox, ale také s deníky Daily Mirror a The News Chronicle. V roce 1962 se poprvé setkal s Beatles, ale také s Rolling Stones, Cliffem Richardem a Shadows, kterým vydával obrazové publikace, v druhé polovině šedesátých let spolupracoval s Bratislavskou zlatou lyrou. Počátkem osmdesátých let odešel do důchodu.
Dežo Hoffman zemřel 26. března 1986 v Londýně, pochován je na židovském hřbitově v londýnské čtvrti Golders Green.
V jeho rodném domě byla 25. října 2019 zpřístupněna pamětní místnost.